# Jorge Sotomayor
Jorge Luis Sotomayor (Munro, Argentina; 29 de marzo de 1988) es un futbolista argentino que se desempeña como defensor.

## Clubes
| Club                 | País      | Año           |
| -------------------- | --------- | ------------- |
| River Plate          | Argentina | 2005-2007     |
| Deportes La Serena   | Chile     | 2008-2009     |
| Colegiales           | Argentina | 2009          |
| Deportes Antofagasta | Chile     | 2010-2011     |
| Colegiales           | Argentina | 2011          |
| Unión San Felipe     | Chile     | 2012-2016     |
| Rangers              | Chile     | 2016-2017     |
| Deportes Melipilla   | Chile     | 2018          |
| Cobán Imperial       | Guatemala | 2019-presente |

## Palmarés
| Título          | Club                 | País  | Año  |
| --------------- | -------------------- | ----- | ---- |
| Torneo Apertura | Deportes Antofagasta | Chile | 2011 |
| Torneo Anual    | Deportes Antofagasta | Chile | 2011 |